# Joan Blaeu

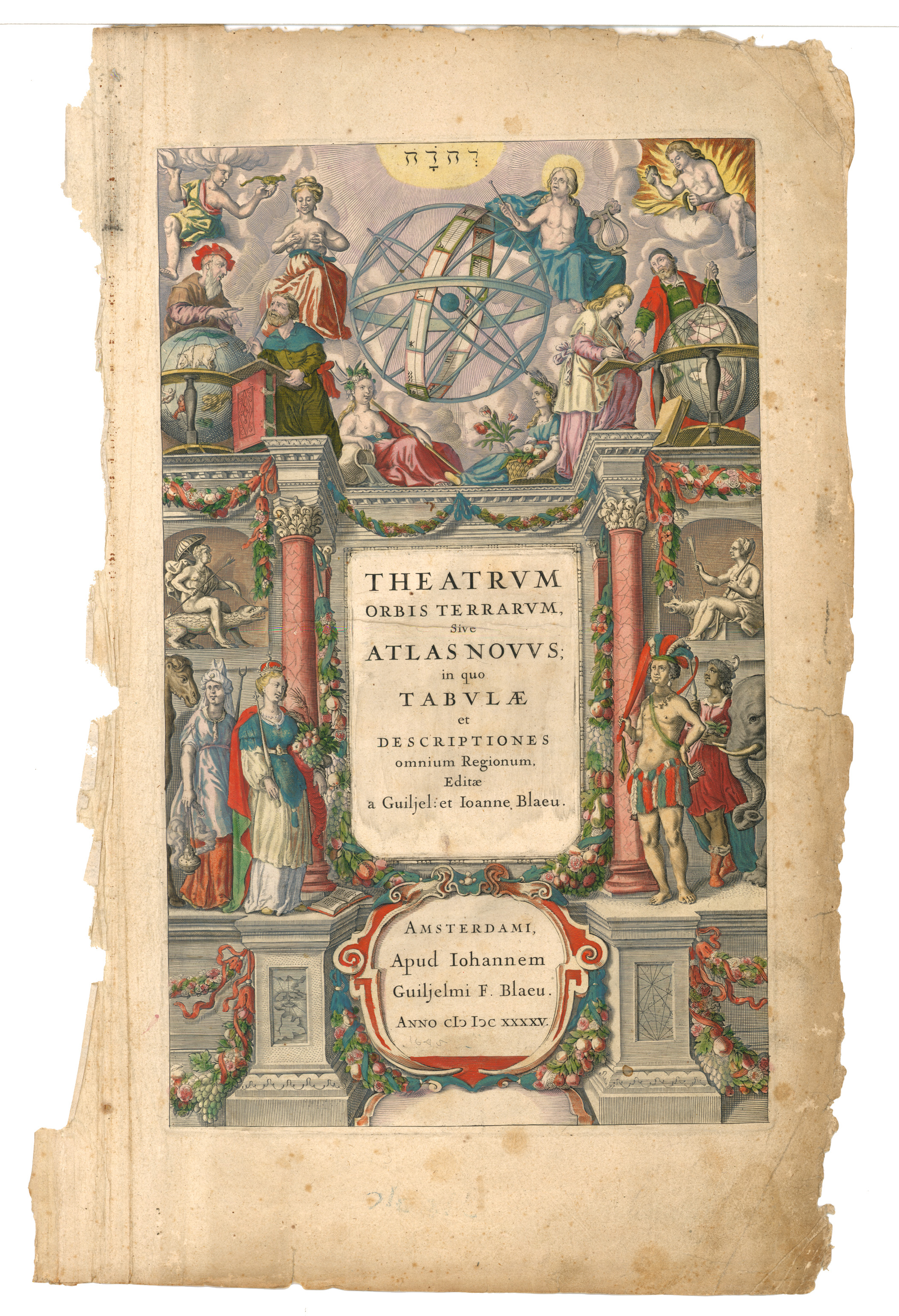
Strona tytułowa Atlas Novus

Joan Blaeu (ur. 23 września 1596, zm. 28 maja 1673) – holenderski kartograf.

## Życiorys
Joan Blaeu był synem kartografa Willema Blaeu. W 1620 roku uzyskał doktorat z prawa. Następnie podjął pracę u swego ojca.
W 1649 Blaeu opublikował zbiór map holenderskich miast o nazwie Tooneel der Steden. W 1654 roku Joan opublikował pierwszy atlas Szkocji. Joan Blaeu zmarł w Amsterdamie. Jego Atlas Maior zawierający 594 mapy, opublikowany
w 1662 uchodził za najdroższy atlas w XVII w.

## Dzieła
- Atlas Novus (1636/55)
- Toonneel Steden van de Vereenighde Nederlanden część 1 (1649/52)
- Toonneel Steden van 's Konings Nederlanden część 2 (1649/52)
- Atlas Maior (1662)